# 103. Kongress der Vereinigten Staaten
Der 103. Kongress der Vereinigten Staaten bezeichnet die Legislaturperiode von Repräsentantenhaus und Senat in den  Vereinigten Staaten zwischen dem 3. Januar 1993 und dem 3. Januar 1995. Alle Abgeordneten des Repräsentantenhauses sowie ein Drittel der Senatoren (Klasse III) waren am 3. November 1992 bei den Kongresswahlen gewählt worden. In beiden Kammern erreichten die Demokraten eine Mehrheit. Gleichzeitig gewannen sie mit Bill Clinton auch die Präsidentschaftswahl in den Vereinigten Staaten 1992. Der Kongress tagte in der amerikanischen Bundeshauptstadt Washington, D.C. Die Sitzverteilung im Repräsentantenhaus basierte auf der Volkszählung von 1990.

## Wichtige Ereignisse
Siehe auch 1993 und 1994
- 3. Januar 1993:  Der neugewählte Kongress nimmt seine Arbeit auf
- 20. Januar 1993: Bill Clinton wird als Nachfolger von George H. W. Bush als neuer Präsident vereidigt.
- 26. Februar 1993: Bombenanschlag auf das World Trade Center 1993 in New York City.
- 28. Februar – 19. April 1993: In Waco in Texas beginnt die Belagerung einer Ranch auf der sich Anhänger der Religionsgemeinschaft Branch Davidians verschanzt hatten. Am Ende sterben über 80 Menschen.
- 3. Oktober 1993: Die im August 1993 begonnene Operation Gothic Serpent in Mogadischu endet.  Die United States Army verliert zwei Hubschrauber. Die Amerikaner haben 19 Tote und 73 Verwundete zu beklagen. Außerdem gerät ein Soldat in Kriegsgefangenschaft. Auf somalischer Seite gibt es über 1000 Tote.
- 17. Januar 1994:  Das Northridge-Erdbeben 1994 in der Nähe von Los Angeles mit einer Stärke von 6,7 auf der Richterskala fordert 72 Tote. Über 26 Tausend Menschen verlieren ihr Zuhause.
- 22. Februar 1994: Aldrich Ames und seine Frau werden als sowjetische Spione verhaftet.
- 28. Februar: Vier amerikanische Kampfjets schießen vier serbische Kampfjets ab, die ein Überflugsverbot über Bosnien und Herzegowina missachtet hatten.
- 19. September 1994: Beginn der Operation Uphold Democracy in Haiti
- 1. Oktober 1994: Palau wird unabhängig.
- 8. November 1994: Die Republikanische Partei gewinnt bei den Kongresswahlen die Mehrheit in beiden Kammern.

## Die wichtigsten Gesetze
In den Sitzungsperioden des 103. Kongresses wurden unter anderem folgende Bundesgesetze verabschiedet (siehe auch: Gesetzgebungsverfahren):
- 5. Februar 1993: Family and Medical Leave Act
- 20. Mai 1993: National Voter Registration Act of 1993
- 10. August 1993: Omnibus Budget Reconciliation Act of 1993
- 16. November 1993: Religious Freedom Restoration Act
- 30. November 1993: Brady Handgun Violence Prevention Act
- 30. November 1993: Don’t ask, don’t tell
- 8. Dezember 1993: Nordamerikanisches Freihandelsabkommen
- 26. Mai 1994: Freedom of Access to Clinic Entrances Act
- 13. September 1994: Violent Crime Control and Law Enforcement Act
- 23. September 1994: Community Development, Credit Enhancement, and Regulatory Improvement Act of 1994.

## Zusammensetzung nach Parteien

### Senat

Mehrheitsverhältnisse im Senat am Tag der Kongress Eröffnung
47 Demokratische Senatoren
53 Republikanische Senatoren

|                                | Partei       | Partei | Total |   |
| ------------------------------ | ------------ | ------ | ----- | - |
|                                |              |        | Total |   |
| Demokraten                     | Republikaner | Vacant | Total |   |
| Ende des 102. Kongresses       | 57           | 43     | 100   | 0 |
|                                |              |        |       |   |
| Beginn                         | 57           | 43     | 100   | 0 |
| Ende                           |              | 43     | 100   | 0 |
| Abschließendes Stimmverhältnis | 53,0 %       | 47,0 % |       |   |
|                                |              |        |       |   |
| Beginn des 105. Kongress       | 47           | 53     | 100   | 0 |

### Repräsentantenhaus

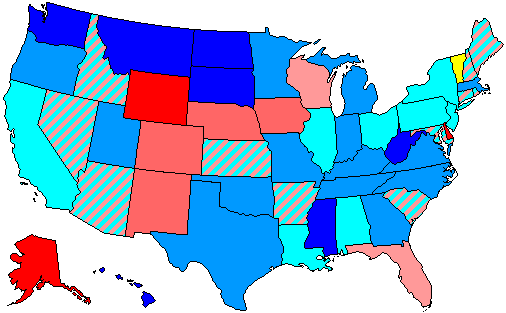

| Sitzverteilung nach den Einzelstaaten | Sitzverteilung nach den Einzelstaaten |
| ------------------------------------- | ------------------------------------- |
| 80.1–100 % Demokraten                 | 80.1–100 % Republikaner               |
| 60.1–80 % Demokraten                  | 60.1–80 % Republikaner                |
| 50.1–60 % Demokraten                  | 50.1–60 % Republikaner                |
| Unentschieden: 50–50 split            |                                       |
| 1 Unabhängiger                        |                                       |

|                                   | Partei (Schattierung zeigt Mehrheitspartei an) | Partei (Schattierung zeigt Mehrheitspartei an) | Partei (Schattierung zeigt Mehrheitspartei an) | Total |   |
|                                   |                                                |                                                |                                                | Total |   |
| Demokraten                        | Unabhängige                                    | Republikaner                                   | Vakant                                         | Total |   |
| Ende des 102. Kongresses          | 270                                            | 1                                              | 164                                            | 435   | 0 |
|                                   |                                                |                                                |                                                |       |   |
| Beginn                            | 258                                            | 1                                              | 176                                            | 435   | 0 |
| Ende                              | 256                                            | 1                                              | 177                                            | 434   | 1 |
| Abschließendes Stimmverhältnis    | 59,2 %                                         | 59,2 %                                         | 40,8 %                                         |       |   |
| Nicht stimmberechtigte Mitglieder | 4                                              | 0                                              | 0                                              | 5     | 0 |
|                                   |                                                |                                                |                                                |       |   |
| Beginn des 104. Kongresses        | 204                                            | 1                                              | 230                                            | 435   | 0 |

## Amtsträger

### Senat
| Amt                   | Amt                                                 | Name |
| --------------------- | --------------------------------------------------- | ---- |
| Präsident des Senats  | Dan Quayle (R) bis 20. Januar 1993 dann Al Gore (D) |      |
| Präsident pro tempore | Robert Byrd (D)                                     |      |

#### Führung der Mehrheitspartei
| Amt             | Amt                    | Name |
| --------------- | ---------------------- | ---- |
| Mehrheitsführer | George J. Mitchell (D) |      |
| Mehrheitswhip   | Wendell Ford (D)       |      |

#### Führung der Minderheitspartei
| Amt               | Amt                 | Name |
| ----------------- | ------------------- | ---- |
| Minderheitsführer | Bob Dole (R)        |      |
| Minderheitswhip   | Alan K. Simpson (R) |      |

### Repräsentantenhaus
| Amt                               | Amt           | Name |
| --------------------------------- | ------------- | ---- |
| Sprecher des Repräsentantenhauses | Tom Foley (D) |      |

#### Führung der Mehrheitspartei
| Amt             | Amt                 | Name |
| --------------- | ------------------- | ---- |
| Mehrheitsführer | Dick Gephardt (D)   |      |
| Mehrheitswhip   | David E. Bonior (D) |      |

#### Führung der Minderheitspartei
| Amt               | Amt                  | Name |
| ----------------- | -------------------- | ---- |
| Minderheitsführer | Robert H. Michel (R) |      |
| Minderheitswhip   | Newt Gingrich (R)    |      |

## Senatsmitglieder
Im 103. Kongress vertraten folgende Senatoren ihre jeweiligen Bundesstaaten:
| Alabama - 2. Howell Heflin (D) - 3. Richard Shelby (D) wechselte am 9. November 1994 zu (R) Alaska - 2. Ted Stevens (R) - 3. Frank Murkowski (R) Arizona - 1. Dennis DeConcini (D) - 3. John McCain (R) Arkansas - 2. David Pryor (D) - 3. Dale Bumpers (D) Kalifornien - 1. Dianne Feinstein (D) - 3. Barbara Boxer (D) Colorado - 2. Hank Brown (R) - 3. Ben Nighthorse Campbell (D) Connecticut - 1. Joe Lieberman (D) - 3. Chris Dodd (D) Delaware - 1. William V. Roth (R) - 2. Joe Biden (D) Florida - 1. Connie Mack III (R) - 3. Bob Graham (D) Georgia - 2. Sam Nunn (D) - 3. Paul Coverdell (R) Hawaii - 1. Daniel Akaka (D) - 3. Daniel Inouye (D) Idaho - 2. Larry Craig (R) - 3. Dirk Kempthorne (R) Illinois - 2. Paul M. Simon (D) - 3. Carol Moseley Braun (D) Indiana - 1. Richard Lugar (R) - 3. Dan Coats (R) Iowa - 2. Tom Harkin (D) - 3. Chuck Grassley (R) Kansas - 2. Nancy Landon Kassebaum (R) - 3. Bob Dole (R) Kentucky - 2. Mitch McConnell (R) - 3. Wendell Ford (D) Louisiana - 2. Bennett Johnston (D) - 3. John Breaux (D) Maine - 1. George J. Mitchell (D) - 2. William Cohen (R) Maryland - 1. Paul Sarbanes (D) - 3. Barbara Mikulski (D) Massachusetts - 1. Edward Kennedy (D) - 2. John Kerry (D) Michigan - 1. Donald W. Riegle (D) - 2. Carl Levin (D) Minnesota - 1. David Durenberger (R) - 2. Paul Wellstone (DFL = Democratic Farmer Labor Party, gehört bundesweit zu (D) Mississippi - 1. Trent Lott (R) - 2. Thad Cochran (R) Missouri - 1. John Danforth (R) - 3. Kit Bond (R) Montana - 1. Conrad Burns (R) - 2. Max Baucus (D) | Nebraska - 1. Bob Kerrey (D) - 2. J. James Exon (D) Nevada - 1. Richard Bryan (D) - 3. Harry Reid (D) New Hampshire - 2. Robert C. Smith (R) - 3. Judd Gregg (R) New Jersey - 1. Frank Lautenberg (D) - 2. Bill Bradley (D) New Mexico - 1. Jeff Bingaman (D) - 2. Pete Domenici (R) New York - 1. Daniel Patrick Moynihan (D) - 3. Al D’Amato (R) North Carolina - 2. Jesse Helms (R) - 3. Lauch Faircloth (R) North Dakota - 1. Kent Conrad (D) - 3. Byron Dorgan (D) Ohio - 1. Howard Metzenbaum (D) - 3. John Glenn (D) Oklahoma - 2. David L. Boren (D) bis zum 15. November 1994 - Jim Inhofe (R) ab dem 17. November 1994 - 3. Don Nickles (R) Oregon - 2. Mark Hatfield (R) - 3. Bob Packwood (R) Pennsylvania - 1. Harris Wofford (D) - 3. Arlen Specter (R) Rhode Island - 1. John Chafee (R) - 2. Claiborne Pell (D) South Carolina - 2. Strom Thurmond (R) - 3. Fritz Hollings (D) South Dakota - 2. Larry Pressler (R) - 3. Tom Daschle (D) Tennessee - 1. Jim Sasser (D) - 2. Harlan Mathews (D) bis zum 1. Dezember 1994 - Fred Thompson (R) ab dem 2. Dezember 1994 Texas - 1. Lloyd Bentsen (D) bis zum 20. Januar 1993 - Bob Krueger (D) vom 21. Januar bis zum 14. Juni 1993 - Kay Bailey Hutchison (R) ab dem 14. Juni 1993 - 2. Phil Gramm (R) Utah - 1. Orrin Hatch (R) - 3. Bob Bennett (R) Vermont - 1. Jim Jeffords (R) - 3. Patrick Leahy (D) Virginia - 1. Chuck Robb (D) - 2. John Warner (R) Washington - 1. Slade Gorton (R) - 3. Patty Murray (D) West Virginia - 1. Robert Byrd (D) - 2. Jay Rockefeller (D) Wisconsin - 1. Herb Kohl (D) - 3. Russ Feingold (D) Wyoming - 1. Malcolm Wallop (R) - 2. Alan K. Simpson (R) |

## Mitglieder des Repräsentantenhauses
Folgende Kongressabgeordnete vertraten im 103. Kongress die Interessen ihrer jeweiligen Bundesstaaten:
| Alabama 7 Wahlbezirke - 1. Sonny Callahan (R) - 2. Terry Everett (R) - 3. Glen Browder (D) - 4. Tom Bevill (D) - 5. Robert E. Cramer (D) - 6. Spencer Bachus (R) - 7. Earl F. Hilliard (D) Alaska Staatsweite Wahl - Don Young (R) Arizona 6 Wahlbezirke - 1. Sam Coppersmith (D) - 2. Ed Pastor (D) - 3. Bob Stump (R) - 4. Jon Kyl (R) - 5. Jim Kolbe (R) - 6. Karan English (D) Arkansas 4 Wahlbezirke. - 1. Blanche Lincoln (D) - 2. Ray Thornton (D) - 3. Tim Hutchinson (R) - 4. Jay Dickey (R) Kalifornien 52 Wahlbezirke. - 1. Daniel Hamburg (D) - 2. Wally Herger (R) - 3. Victor H. Fazio (D) - 4. John Doolittle (R) - 5. Bob Matsui (D) - 6. Lynn Woolsey (D) - 7. George Miller (D) - 8. Nancy Pelosi (D) - 9. Ron Dellums (D) - 10. William P. Baker (R) - 11. Richard Pombo (R) - 12. Tom Lantos (D) - 13. Pete Stark (D) - 14. Anna Eshoo (D) - 15. Norman Mineta (D) - 16. Don Edwards (D) - 17. Leon Panetta (D) bis zum 23. Januar 1993 - Sam Farr (D) ab dem 8. Juni 1993 - 18. Gary Condit (D) - 19. Richard H. Lehman (D) - 20. Cal Dooley (D) - 21. Bill Thomas (R) - 22. Michael Huffington (R) - 23. Elton Gallegly (R) - 24. Anthony C. Beilenson (D) - 25. Howard McKeon (R) - 26. Howard Berman (D) - 27. Carlos Moorhead (R) - 28. David Dreier (R) - 29. Henry Waxman (D) - 30. Xavier Becerra (D) - 31. Matthew G. Martínez (D) - 32. Julian C. Dixon (D) - 33. Lucille Roybal-Allard (D) - 34. Esteban Edward Torres (D) - 35. Maxine Waters (D) - 36. Jane Harman (D) - 37. Walter R. Tucker (D) - 38. John S. Horn (R) - 39. Ed Royce (R) - 40. Jerry Lewis (R) - 41. Jay Kim (R) - 42. George Brown Jr. (D) - 43. Ken Calvert (R) - 44. Al McCandless (R) - 45. Dana Rohrabacher (R) - 46. Bob Dornan (R) - 47. Christopher Cox (R) - 48. Ron Packard (R) - 49. Lynn Schenk (D) - 50. Bob Filner (D) - 51. Randy Cunningham (R) - 52. Duncan Hunter (R) Colorado 6 Wahlbezirke - 1. Patricia Schroeder (D) - 2. David Skaggs (D) - 3. Scott McInnis (R) - 4. Wayne Allard (R) - 5. Joel Hefley (R) - 6. Daniel Schaefer (R) Connecticut 6 Wahlbezirke - 1. Barbara B. Kennelly (D) - 2. Sam Gejdenson (D) - 3. Rosa DeLauro (D) - 4. Christopher Shays (R) - 5. Gary Franks (R) - 6. Nancy Johnson (R) Delaware Staatsweite Wahl - Michael Castle (R) Florida 23 Wahlbezirke - 1. Earl Dewitt Hutto (D) - 2. Pete Peterson (D) - 3. Corrine Brown (D) - 4. Tillie K. Fowler (R) - 5. Karen Thurman (D) - 6. Cliff Stearns (R) - 7. John Mica (R) - 8. Bill McCollum (R) - 9. Michael Bilirakis (R) - 10. Bill Young (R) - 11. Sam Gibbons (D) - 12. Charles T. Canady (R) - 13. Dan Miller (R) - 14. Porter Goss (R) - 15. Jim Bacchus (D) - 16. Tom Lewis (R) - 17. Carrie P. Meek (D) - 18. Ileana Ros-Lehtinen (R) - 19. Harry A. Johnston (D) - 20. Peter R. Deutsch (D) - 21. Lincoln Diaz-Balart (R) - 22. E. Clay Shaw (R) - 23. Alcee Hastings (D) Georgia 11 Wahlbezirke - 1. Jack Kingston (R) - 2. Sanford Bishop (D) - 3. Mac Collins (R) 2* 4. John Linder (R) - 5. John Lewis (D) - 6. Newt Gingrich (R) - 7. George Darden (D) - 8. J. Roy Rowland (D) - 9. Nathan Deal (D) - 10. Clete Donald Johnson (D) - 11. Cynthia McKinney (D) Hawaii 2 Wahlbezirke - 1. Neil Abercrombie (D) - 2. Patsy Mink (D) Idaho 2 Wahlbezirke - 1. Larry LaRocco (D) - 2. Mike Crapo (R) Illinois 20 Wahlbezirke - 1. Bobby L. Rush (D) - 2. Mel Reynolds (D) - 3. Bill Lipinski (D) - 4. Luis Gutiérrez (D) - 5. Dan Rostenkowski (D) - 6. Henry Hyde (R) - 7. Cardiss Collins (D) - 8. Phil Crane (R) - 9. Sidney R. Yates (D) - 10. John Edward Porter (R) - 11. George E. Sangmeister (D) - 12. Jerry Costello (D) - 13. Harris W. Fawell (R) - 14. Dennis Hastert (R) - 15. Thomas W. Ewing (R) - 16. Donald Manzullo (R) - 17. Lane Evans (D) - 18. Robert H. Michel (R) - 19. Glenn Poshard (D) - 20. Dick Durbin (D) Indiana 10 Wahlbezirke - 1. Pete Visclosky (D) - 2. Philip R. Sharp (D) - 3. Timothy J. Roemer (D) - 4. Jill Long Thompson (D) - 5. Steve Buyer (R) - 6. Dan Burton (R) - 7. John T. Myers (R) - 8. Frank McCloskey (D) - 9. Lee H. Hamilton (D) - 10. Andrew Jacobs Jr. (D) Iowa 5 Wahlbezirke - 1. Jim Leach (R) - 2. Jim Nussle (R) - 3. Jim Ross Lightfoot (R) - 4. Neal Edward Smith (D) - 5. Fred Grandy (R) Kansas 4 Wahlbezirke. - 1. Pat Roberts (R) - 2. Jim Slattery (D) - 3. Jan Meyers (R) - 4. Dan Glickman (D) Kentucky 6 Wahlbezirke - 1. Tom Barlow (D) - 2. William Huston Natcher (D) bis zum 29. März 1994 - Ron Lewis (R) ab dem 24. Mai 1994 - 3. Romano L. Mazzoli (D) - 4. Jim Bunning (R) - 5. Hal Rogers (R) - 6. Scotty Baesler (D) Louisiana 7 Wahlbezirke - 1. Bob Livingston (R) - 2. William J. Jefferson (D) - 3. Billy Tauzin (D) - 4. Cleo Fields (D) - 5. Jim McCrery (R) - 6. Richard H. Baker (R) - 7. Jimmy Hayes (D) Maine 2 Wahlbezirke - 1. Thomas Andrews (D) - 2. Olympia Snowe (R) Maryland 8 Wahlbezirke - 1. Wayne Gilchrest (R) - 2. Helen Delich Bentley (R) - 3. Ben Cardin (D) - 4. Albert Wynn (D) - 5. Steny Hoyer (D) - 6. Roscoe Bartlett (R) - 7. Kweisi Mfume (D) - 8. Connie Morella (R) Massachusetts 10 Wahlbezirke - 1. John Olver (D) - 2. Richard Neal (D) - 3. Peter I. Blute (R) - 4. Barney Frank (D) - 5. Marty Meehan (D) - 6. Peter G. Torkildsen (R) - 7. Ed Markey (D) - 8. Joseph Patrick Kennedy II (D) - 9. Joe Moakley (D) - 10. Gerry Studds (D) Michigan 16 Wahlbezirke - 1. Bart Stupak (D) - 2. Pete Hoekstra (R) - 3. Paul B. Henry (R) bis zum 31. Juli 1993 - Vern Ehlers (R) ab dem 7. Dezember 1993 - 4. David Lee Camp (R) - 5. James A. Barcia (D) - 6. Fred Upton (R) - 7. Nick H. Smith (R) - 8. Milton Robert Carr (D) - 9. Dale E. Kildee (D) - 10. David E. Bonior (D) - 11. Joe Knollenberg (R) - 12. Sander M. Levin (D) - 13. William D. Ford (D) - 14. John Conyers (D) - 15. Barbara-Rose Collins (D) - 16. John Dingell Jr. (D) Minnesota 8 Wahlbezirke - 1. Tim Penny (DFL= Democratic Farmer Labor Party) - 2. David Minge (DFL) - 3. Jim Ramstad (R) - 4. Bruce Vento (DFL) - 5. Martin Olav Sabo (DFL) - 6. Rod Grams (R) - 7. Collin Peterson (DFL) - 8. Jim Oberstar (DFL) Mississippi 5 Wahlbezirke - 1. Jamie L. Whitten (D) - 2. Mike Espy (D) bis zum 22. Januar 1993 - Bennie Thompson (D) ab dem 13. April 1993 - 3. Sonny Montgomery (D) - 4. Michael Parker (D) - 5. Gene Taylor (D) | Missouri 9 Wahlbezirke - 1. Bill Clay (D) - 2. Jim Talent (R) - 3. Dick Gephardt (D) - 4. Ike Skelton (D) - 5. Alan Wheat (D) - 6. Pat Danner (D) - 7. Mel Hancock (R) - 8. Bill Emerson (R) - 9. Harold Volkmer (D) Montana 1 Wahlbezirk (staatsweit) - 1. John Patrick Williams (D) Nebraska 3 Wahlbezirke - 1. Doug Bereuter (R) - 2. Peter Hoagland (D) - 3. Bill Barrett (R) Nevada 2. Wahlbezirkel - 1. James Bilbray (D) - 2. Barbara Vucanovich (R) New Hampshire 2 Wahlbezirke - 1. Bill Zeliff (R) - 2. Richard Swett (D) New Jersey 13 Wahlbezirke - 1. Rob Andrews (D) - 2. William J. Hughes (D) - 3. Jim Saxton (R) - 4. Chris Smith (R) - 5. Marge Roukema (R) - 6. Frank Pallone (D) - 7. Bob Franks (R) - 8. Herbert Klein (D) - 9. Robert Torricelli (D) - 10. Donald M. Payne (D) - 11. Dean Gallo (R) bis zum 6. November 1994, danach blieb der Sitz vakant - 12. Dick Zimmer (R) - 13. Bob Menendez (D) New Mexico 3 Wahlbezirke - 1. Steven Schiff (R) - 2. Joe Skeen (R) - 3. Bill Richardson (D) New York 31 Wahlbezirke - 1. George J. Hochbrueckner (D) - 2. Rick Lazio (R) - 3. Peter T. King (R) - 4. David A. Levy (R) - 5. Gary Ackerman (D) - 6. Floyd H. Flake (D) - 7. Thomas J. Manton (D) - 8. Jerrold Nadler (D) - 9. Charles Schumer (D) - 10. Ed Towns (D) - 11. Major Owens (D) - 12. Nydia Velázquez (D) - 13. Susan Molinari (R) - 14. Carolyn B. Maloney (D) - 15. Charles B. Rangel (D) - 16. José Serrano (D) - 17. Eliot Engel (D) - 18. Nita Lowey (D) - 19. Hamilton Fish IV (R) - 20. Benjamin A. Gilman (R) - 21. Michael R. McNulty (D) - 22. Gerald B. H. Solomon (R) - 23. Sherwood Boehlert (R) - 24. John M. McHugh (R) - 25. James T. Walsh (R) - 26. Maurice Hinchey (D) - 27. Bill Paxon (R) - 28. Louise Slaughter (D) - 29. John J. LaFalce (D) - 30. Jack Quinn (R) - 31. Amo Houghton (R) North Carolina 12 Wahlbezirke - 1. Eva M. Clayton (D) - 2. Tim Valentine (D) - 3. Martin Lancaster (D) - 4. David Price (D) - 5. Stephen L. Neal (D) - 6. Howard Coble (R) - 7. Charles Grandison Rose (D) - 8. Bill Hefner (D) - 9. Alex McMillan (R) - 10. Cass Ballenger (R) - 11. Charles H. Taylor (R) - 12. Mel Watt (D) North Dakota 1 Wahlbezirk (staatsweit) - 1. Earl Pomeroy (D) Ohio 19 Wahlbezirke - 1. David S. Mann (D) - 2. Bill Gradison (R) bis zum 31. Januar 1993 - Rob Portman (R) ab dem 4. Mai 1993 - 3. Tony Hall (D) - 4. Michael Oxley (R) - 5. Paul Gillmor (R) - 6. Ted Strickland (D) - 7. Dave Hobson (R) - 8. John Boehner (R) - 9. Marcy Kaptur (D) - 10. Martin Hoke (R) - 11. Louis Stokes (D) - 12. John Kasich (R) - 13. Sherrod Brown (D) - 14. Thomas C. Sawyer (D) - 15. Deborah Pryce (R) - 16. Ralph Regula (R) - 17. James Traficant (D) - 18. Douglas Applegate (D) - 19. Eric Fingerhut (D) Oklahoma 6 Wahlbezirke - 1. Jim Inhofe (R) bis zum 15. November 1994 - Steve Largent (R) ab dem 29. November 1994 - 2. Mike Synar (D) - 3. William K. Brewster (D) - 4. Dave McCurdy (D) - 5. Ernest Istook (R) - 6. Glenn English (D) bis zum 7. Januar 1994 - Frank Lucas (R) ab dem 10. Mai 1994 Oregon 5 Wahlbezirke - 1. Elizabeth Furse (D) - 2. Robert Freeman Smith (R) - 3. Ron Wyden (D) - 4. Peter DeFazio (D) - 5. Michael J. Kopetski (D) Pennsylvania 21 Wahlbezirke - 1. Thomas M. Foglietta (D) - 2. Lucien E. Blackwell (D) - 3. Robert A. Borski (D) - 4. Ron Klink (D) - 5. William F. Clinger (R) - 6. Tim Holden (D) - 7. Curt Weldon (R) - 8. James C. Greenwood (R) - 9. Bud Shuster (R) - 10. Joseph M. McDade (R) - 11. Paul E. Kanjorski (D) - 12. John Murtha (D) - 13. Marjorie Margolies-Mezvinsky (D) - 14. William J. Coyne (D) - 15. Paul McHale (D) - 16. Robert Smith Walker (R) - 17. George Gekas (R) - 18. Rick Santorum (R) - 19. William F. Goodling (R) - 20. Austin Murphy (D) - 21. Tom Ridge (R) Rhode Island 2 Wahlbezirke - 1. Ronald Machtley (R) - 2. Jack Reed (D) South Carolina 6 Wahlbezirke. - 1. Arthur Ravenel (R) - 2. Floyd Spence (R) - 3. Butler Derrick (D) - 4. Bob Inglis (R) - 5. John Spratt (D) - 6. Jim Clyburn (D) South Dakota 1 Wahlbezirk (staatsweit) - 1. Tim Johnson (D) Tennessee 9 Wahlbezirke - 1. Jimmy Quillen (R) - 2. Jimmy Duncan (R) - 3. Marilyn Lloyd (D) - 4. Jim Cooper (D) - 5. Bob Clement (D) - 6. Bart Gordon (D) - 7. Don Sundquist (R) - 8. John S. Tanner (D) - 9. Harold Ford Sr. (D) Texas 30 Wahlbezirke - 1. Jim Chapman (D) - 2. Charlie Wilson (D) - 3. Sam Johnson (R) - 4. Ralph Hall (D) - 5. John Wiley Bryant (D) - 6. Joe Barton (R) - 7. William Archer Jr. (R) - 8. Jack Fields (R) - 9. Jack Bascom Brooks (D) - 10. J. J. Pickle (D) - 11. Chet Edwards (D) - 12. Preston M. Geren (D) - 13. Bill Sarpalius (D) - 14. Greg Laughlin (D) - 15. Kika de la Garza (D) - 16. Ronald D. Coleman (D) - 17. Charles Stenholm (D) - 18. Craig Anthony Washington (D) - 19. Larry Combest (R) - 20. Henry B. Gonzalez (D) - 21. Lamar S. Smith (R) - 22. Tom DeLay (R) - 23. Henry Bonilla (R) - 24. Martin Frost (D) - 25. Michael A. Andrews (D) - 26. Dick Armey (R) - 27. Solomon P. Ortiz (D) - 28. Frank Tejeda (D) - 29. Gene Green (D) - 30. Eddie Bernice Johnson (D) Utah 3 Wahlbezirke - 1. James V. Hansen (R) - 2. Karen Shepherd (D) - 3. Bill Orton (D) Vermont 1 Wahlbezirk (staatsweit) - 1. Bernie Sanders (Unabhängiger) Virginia 11 Wahlbezirke - 1. Herbert H. Bateman (R) - 2. Owen B. Pickett (D) - 3. Bobby Scott (D) - 4. Norman Sisisky (D) - 5. Lewis F. Payne (D) - 6. Bob Goodlatte (R) - 7. Thomas J. Bliley (R) - 8. Jim Moran (D) - 9. Rick Boucher (D) - 10. Frank Wolf (R) - 11. Leslie L. Byrne (D) Washington 9 Wahlbezirke - 1. Maria Cantwell (D) - 2. Al Swift (D) - 3. Jolene Unsoeld (D) - 4. Jay Inslee (D) - 5. Tom Foley (D) - 6. Norman D. Dicks (D) - 7. Jim McDermott (D) - 8. Jennifer Dunn (R) - 9. Mike Kreidler (D) West Virginia 3 Wahlbezirke - 1. Alan Mollohan (D) - 2. Bob Wise (D) - 3. Nick Rahall (D) Wisconsin 9 Wahlbezirke - 1. Les Aspin (D) bis zum 20. Januar 1993 - Peter W. Barca (D) ab dem 4. Mai 1993 - 2. Scott L. Klug (R) - 3. Steven Gunderson (R) - 4. Jerry Kleczka (D) - 5. Tom Barrett (D) - 6. Tom Petri (R) - 7. Dave Obey (D) - 8. Toby Roth (R) - 9. Jim Sensenbrenner (R) Wyoming Staatsweite Wahlen - Craig L. Thomas (R) |

Nicht stimmberechtigte Mitglieder im Repräsentantenhaus:
- Amerikanisch-Samoa
  - Eni Faleomavaega (D)
- District of Columbia
  - Eleanor Holmes Norton (D)
- Guam
  - Robert A. Underwood (D)
- Puerto Rico:
  - Carlos Romero Barceló (D)
- Amerikanische Jungferninseln
  - Ron de Lugo (D)